# Smołdzino (gromada)
Smołdzino – dawna gromada, czyli najmniejsza jednostka podziału terytorialnego Polskiej Rzeczypospolitej Ludowej w latach 1954–1972.
Gromady, z gromadzkimi radami narodowymi (GRN) jako organami władzy najniższego stopnia na wsi, funkcjonowały od reformy reorganizującej administrację wiejską przeprowadzonej jesienią 1954 do momentu ich zniesienia z dniem 1 stycznia 1973, tym samym wypierając organizację gminną w latach 1954–1972.
Gromadę Smołdzino z siedzibą GRN w Smołdzinie utworzono – jako jedną z 8759 gromad na obszarze Polski – w powiecie słupskim w woj. koszalińskim na mocy uchwały nr 43/54 WRN w Koszalinie z dnia 5 października 1954. W skład jednostki weszły obszary dotychczasowych gromad Smołdzino, Człuchy, Smołdziński Las i Kluki oraz miejscowości Przybynin, Przystań, Strużka, Ratownia, Rybno, Siecin, Dąbie, Brzegi i Boleniec o ze zniesionej gminy Gardna Wielka, a także obszar dotychczasowej gromady Żelazo ze zniesionej gminy Główczyce w tymże powiecie. Dla gromady ustalono 11 członków gromadzkiej rady narodowej.
1 stycznia 1958 do gromady Smołdzino włączono obszar zniesionej gromady Siecie (oprócz wsi Witkowo) w tymże powiecie.
31 grudnia 1959 do gromady Smołdzino włączono wieś Witkowo ze zniesionej gromady Żelkowo w tymże powiecie.
31 grudnia 1971 do gromady Smołdzino włączono obszar zniesionej gromady Gardna Wielka (bez wsi Choćmirówko i Żelkowo) w tymże powiecie.
Gromada przetrwała do końca 1972 roku, czyli do kolejnej reformy gminnej. 1 stycznia 1973 w powiecie słupskim utworzono gminę Smołdzino.